# Korean Friendship Association
Korean Friendship Association (Koreanska vänskapsorganisationen), är ett förbund för vänskapliga relationer med Nordkorea. KFA bildades i Spanien i november 2000 med Alliance française och British Council som förebilder.
KFA:s syfte är att bygga internationella vänskapsband till Demokratiska Folkrepubliken Korea (Nordkorea). KFA är en officiell och ideell organisation, registrerad bland annat hos justitiedepartementet i Spanien. År 2002 blev den även registrerad hos myndigheterna i Kina. Deras huvudsakliga arbetsområden är att visa verkligheten om Demokratiska Folkrepubliken Korea (Nordkorea) för resten av världen, att sprida det koreanska folkets kultur och historia, samt att fredligt arbeta för en återförening av Korea.
Organisationen har fullt erkännande och stöd från Nordkoreas regering och bedriver verksamhet över hela världen, även i Sverige. De arrangerar varje år resor till Nordkorea.